# Говорить привид
«Говорить привид» (англ. The Spook Speaks) — американська короткометражна кінокомедія Жуля Вайта 1940 року з Бастером Кітоном в головній ролі.

## Сюжет
Наймаючись охороняти будинок виїжджаючого на гастролі фокусника, Бастер не знав, чим це може обернутися.

## У ролях
- Бастер Кітон — Бастер
- Елсі Амес — Ельза
- Дон Беддоу — наречений
- Дороті Епплбі — наречена
- Лінтон Брент — Мордіні
- Джон Тіррелл — помічник Мордіні
- Брюс Беннетт — колишній помічник Мордіні